# Tang Hou

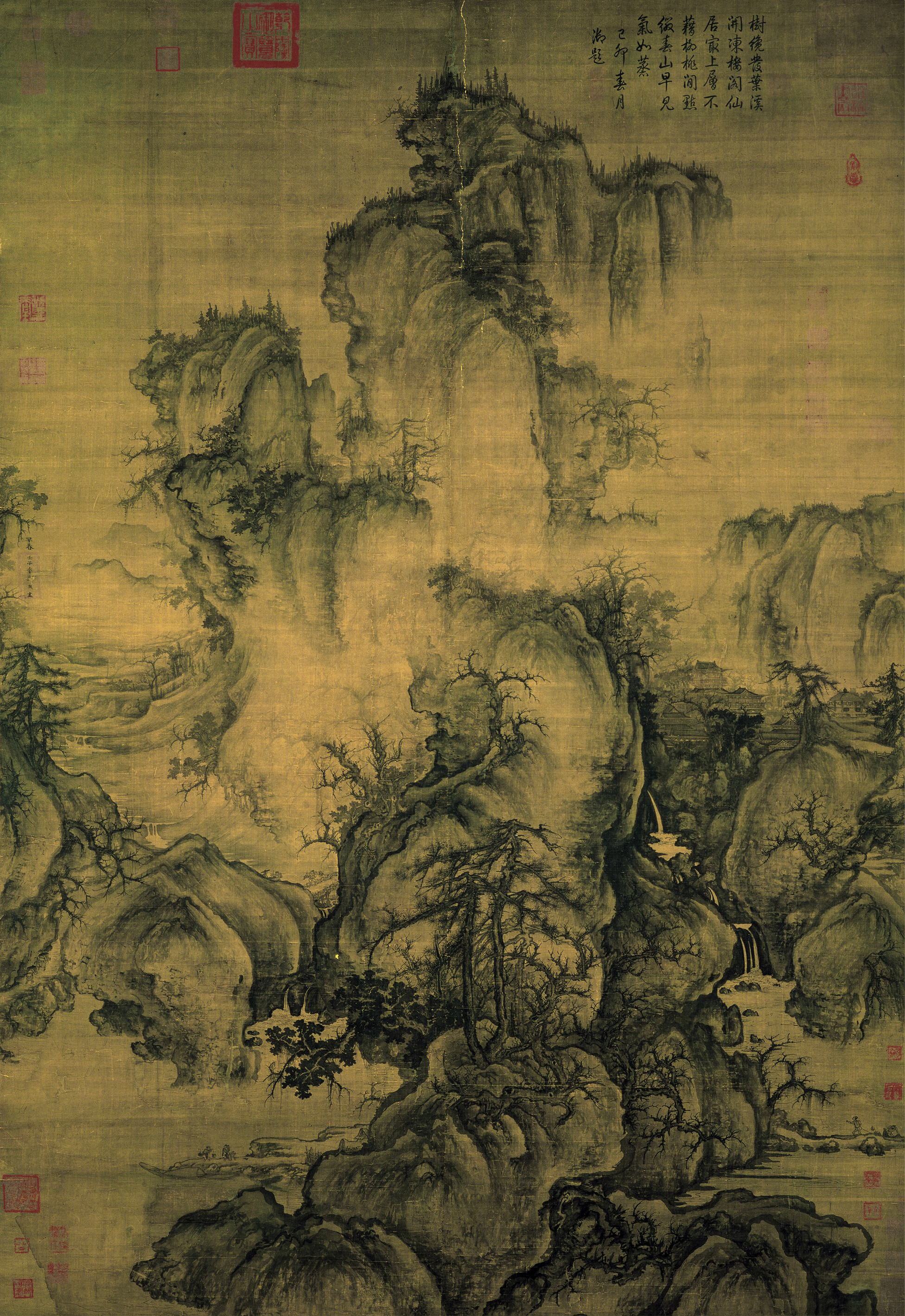
Guo Xi - Temprana primavera

Tang Hou o T'ang Heou o T'ang Hou (湯 垕) es un historiador del arte chino, teórico y crítico pictórico del siglo XIV. Su periodo de actividad es aproximadamente del primer tercio del siglo XIV. Sus fechas de nacimiento y muerte son desconocidas.

## Biografía
Es el autor de Gujin Huajian, donde emite un juicio crítico sobre la obra de unos sesenta artistas, desde la época de los Tres Reinos (1221) hasta el final de la Dinastía Song (1279) con algunos análisis notables. Su breve libro Hua Lun reúne sus experiencias y reflexiones de conocedor en varios comentarios discontinuos.

## Los independientes

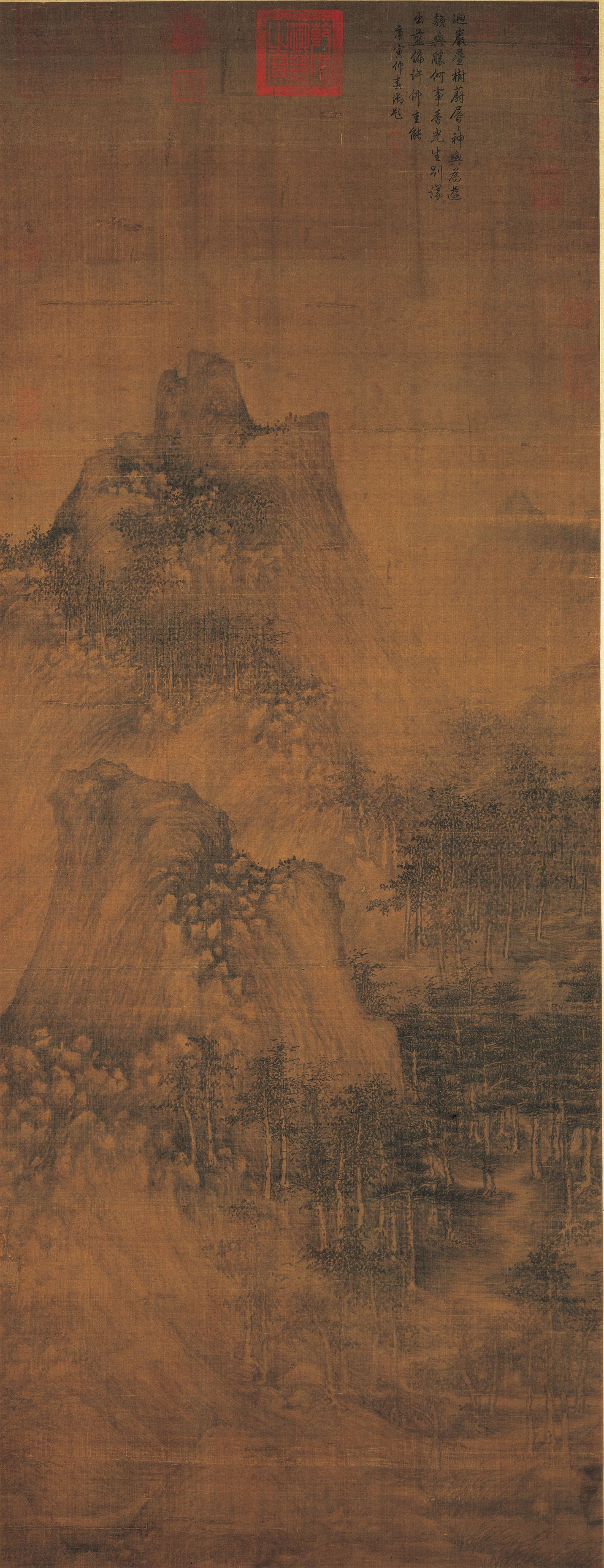
Juran - Montañas y bosques

Antes de los años 1340-1350, los pintores de paisajes toman como modelos a los maestros del siglo XII: Li Cheng y Guo Xi. También toman algunos préstamos a los pintores del sur: Dong Yuan y Juran. Tang Di, un alumno de Zhao Mengfu, ilustra un poema de Wang Wei a la manera de Li y Guo. Lo que lleva la impronta de personalidad escapa a cualquier copia. La efusión gratuita del ser profundo caracteriza a los artistas pertenecientes a la segunda mitad de la dinastía Ming.

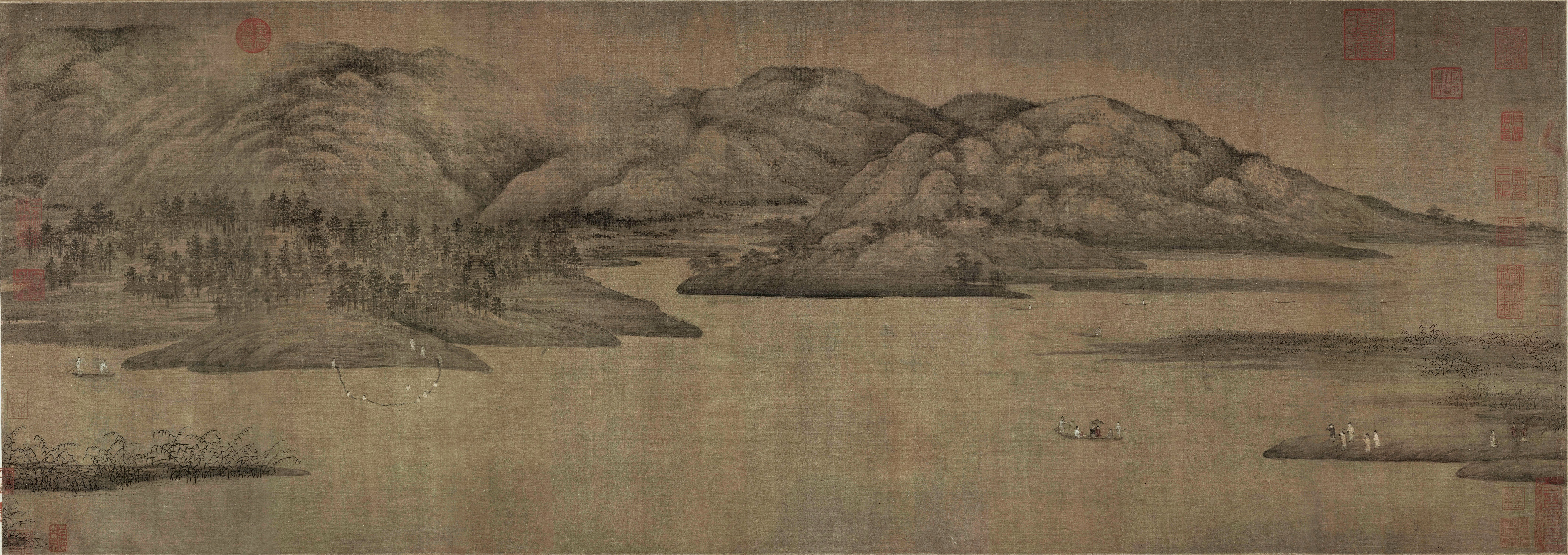
Don Yuan Ríos Xiao y Xiang

Qian Xuan, Zhao Mengfu y Gao Kegong acusan a los académicos de Hangzhou de la búsqueda de la seducción y, en la pintura inspirada por Chan, de exceso de independencia. Una independencia abusiva se siente como un peligro en una época de angustia. El testimonio de Tang Hou es importante aquí: "Hoy en día, cuando miran pinturas, las personas no tienen en cuenta lo que se transmite de maestro a discípulo. No consultan los repertorios. Lo que no responde a su idea, lo consideran malo. Cuando les preguntamos por qué piensan que un trabajo así es débil, son perfectamente incapaces de responder ".
Ningún impulso principal viene de arriba. Tienes que estudiar los trabajos, consultar a los conocedores, tomar prestados los textos y aprenderlos casi de memoria para evitar la falta total de discernimiento. La fidelidad al pasado no implica en Tang Hou una actitud de conservadurismo estéril. Tang Hou reprocha a sus contemporáneos que juzguen las obras de arte por su parecido formal primero, luego sobre el color y el tema ilustrado. Cuando juegan con el pincel y la tinta, los hombres de alto carácter, los grandes hombres de letras, dejan que sus corazones profundos se dispersen. Para probar el encanto de sus pinturas, es a la verdad expresiva, a la concepción general que debemos enfocar. Lo esencial no reside en los medios técnicos, sino en la calidad íntima del artista.

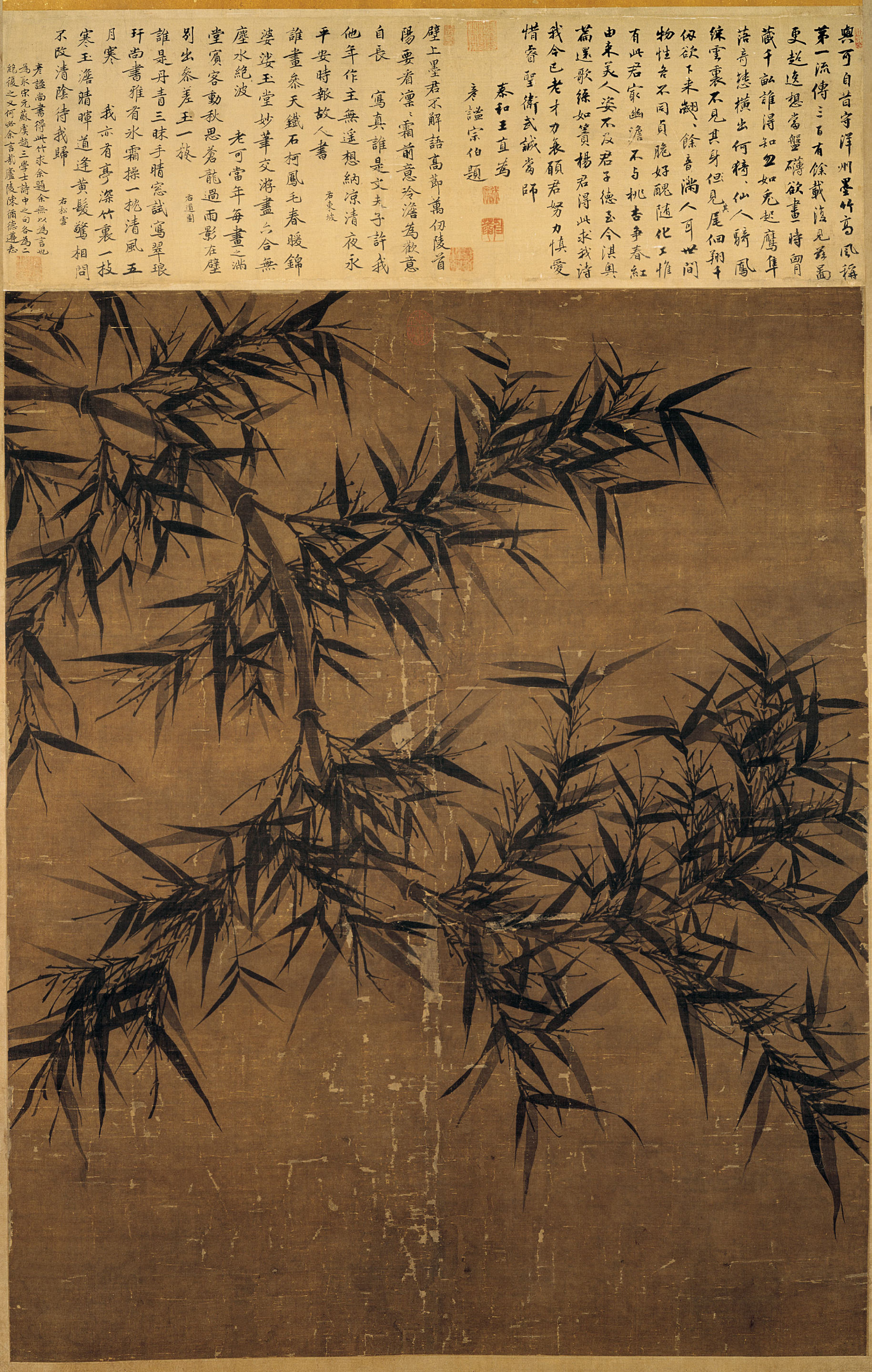
Wen Tong Ramas de bambú

Bajo los Song del Norte, Guo Ruoxu o Su Shi no sacrifican la observación de la naturaleza a la expresión de la personalidad. Tang Hou lo encuentra bajo Yuan: Dong Yuan captura el espíritu de las montañas, Li Sheng su constitución física y Fan Kuan su estructura.  En el siglo XIV, la expresión xieyi adquiere todo su valor.  Xie (escribir, transcribir) también significa "descargar". Cuando coloca un boceto en el papel, el pintor libera su energía, como lo hace el calígrafo al dibujar una línea. Sus paisajes están más escritos que pintados, y los textos escritos en el rollo son parte integral de la composición. El más antiguo de los cuatro maestros, Wu Zhen, pinta con el estilo llamado "de trazo único".
Sabemos que el xieyi es el modo de expresión de los estudiosos "Pintar flores de ciruelo, bambúes, orquídeas", escribe Tang Hou, es para dibujar las flores de ciruelo, bambú, orquídeas.  ¿Por qué?  Las flores son extremadamente puras. Quien los pinta debe transcribirlos por medio de la idea. [Su arte] no consiste solo en captar la semejanza formal ". En Wen Tong y el monje Zhongren (siglo XI), la idea se forma en la sustancia del espíritu "que es la tranquilidad y el vacío". Quien descansa en la tranquilidad ve "todo en su naturaleza natural, que es fundamentalmente y de sí misma [pureza]".
Para un erudito, pintar con tinta es una actividad adicional donde se aloja la "exaltación"  de un instante: si la idea está presente, no busca el parecido externo.  Este es el sentimiento de Tang Hou. El arte de mirar una pintura consiste, en primer lugar, en considerar el ritmo espiritual, luego en centrarse en la "concepción", el trabajo del pincel, el color y solo después de observar el parecido formal. La primacía dada al ritmo espiritual sobre el parecido formal caracteriza la estética de los estudiosos.

## Teoría del arte según Tang Hou.

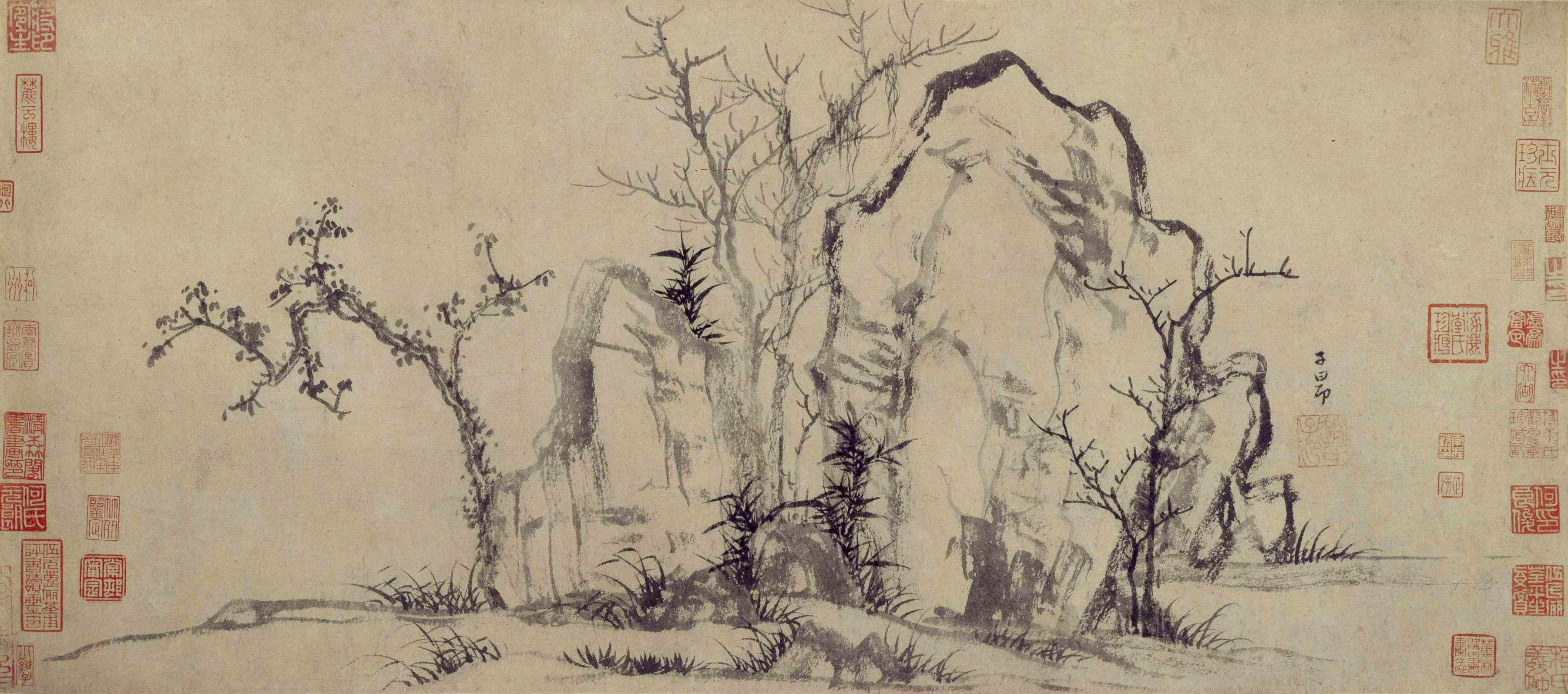
Rocas elegantes y árboles dispersos por Zhao Mengfu.

Cuando Tang Hou observa y critica el trabajo de un artista entre otros, aquí Zhao Mengfu por su pintura Rocas elegantes y árboles dispersos, que se acompaña de un quatrain : 

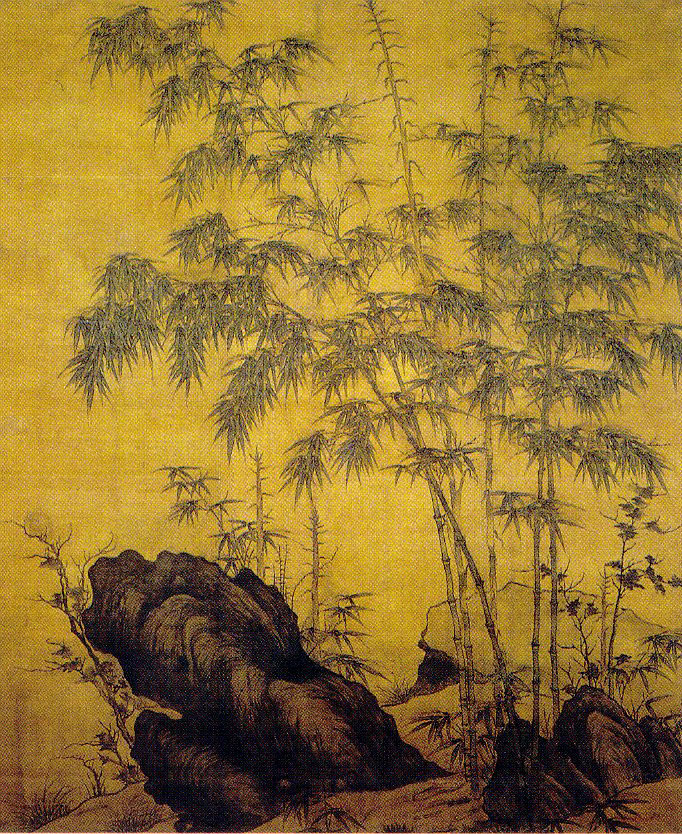
Bambúes y rocas de Li Kan.

Las rocas como en el "blanco que vuela", los árboles como en la escritura de las focas,
Al pintar bambúes, se aplica la técnica de despliegue del ocho .
Los que entienden esto perfectamente.
Saben que la caligrafía y la pintura siempre han sido lo mismo .
La naturaleza dudosa de esta afirmación, que se aplica solo a una pequeña fracción de la pintura china, no impide que se repita ampliamente, y lleve innumerables calígrafos a dirigir su talento hacia la pintura con éxito generalmente limitado. Lo que es admirable en este trabajo no es Zhao, el maestro calígrafo, sino Zhao, el pintor eminentemente realizado; no son las pinceladas "caligráficas" en sí mismas, sino su función en la representación.
Tang Hou, un conocedor y teórico del arte que adopta y desarrolla las ideas de Zhao Mengfu, observa que "para pintar flores de ciruelo [con tinta] se dice que está escribiendo [xie] flores de ciruelo; pintar bambúes es como escribir bambúes; de pintar orquídeas dice que escribe orquídeas".  Tang continúa citando un verso de un poeta del período Song: "Si la idea es adecuada, no busques un parecido externo". Pero esta asociación de la "captura de la idea" con el estilo espontáneo de la tinta monocromática, y la "búsqueda de semejanza exterior "con estilos meticulosos y conservadores, también tiene una validez limitada; es difícil demostrar que la pintura de bambú y roca de Li Kan es menos exitosa en expresar la "idea" o "esencia" del bambú que la de Zhao. La emoción visual provocada por la pintura en el espectador proviene de su lectura de las pinceladas como elementos de una imagen y como rastros expresivos de la mano del artista.